# Кілінгі-Нимме
Кілінгі-Нимме (ест. Kilingi-Nõmme) — місто без муніципального статусу на південному заході Естонії, у повіті Пярнумаа. Адміністративний центр волості Саарде.

## Відомі особистості
В місті народилась:
- Маріе Реісік (1887-1941) — естонська політик і борець за права жінок.